# Saas-Balen
Saas-Balen je obec v německy mluvící části švýcarského kantonu Valais, v okrese Visp. Je nejmenší obcí v údolí Saastal. Spolu s okolními středisky Saas-Fee, Saas-Grund a Saas-Almagell nabízí desítky kilometrů sjezdovek a dalšího sportovního vyžití po celý rok. Žije zde 347 obyvatel.

## Geografie
Z geografického hlediska je Saas-Balen první ze čtyř obcí v údolí Saastal. Obcí protéká říčka Saaser Vispa. V této obci se nacházejí typické staré walserské dřevěné domy, zbarvené sluncem do černa. Obec má asi 500 lůžek pro hosty rozmístěných v rekreačních bytech a skupinových domech.
Obec leží v nadmořské výšce 1480 m n. m. a rozloha obce je 3021 ha.
Obec je tvořena hlavní vesnicí Saas-Balen, osadami Niedergut (Ausser-Balen), Bidermatten a část osady Tamatten (Inner-Balen).

## Historie
Obec je poprvé zmiňována v roce 1304 jako Baln. Nález kamenné sekery dokazuje, že Balen byl osídlen nebo že tudy procházeli lidé již v neolitu. Balen byl součástí velké obce Saas, která patřila k obci Visp a v roce 1392 byla rozdělena na čtyři části. Z církevního hlediska patřil Saas-Balen až do založení vlastní farnosti v roce 1907 k farnosti Saas s farním kostelem v Saas-Grundu. Kruhový kostel Nanebevzetí Panny Marie, postavený v roce 1812 Johannem Josefem Andenmattenem, je považován za jednu z nejosobitějších barokních staveb ve Švýcarsku a sloužil jako farní kostel až do postavení nového kostela v roce 1958. Saas-Balen bylo zpřístupněno silnicí až v roce 1935 a zůstalo zemědělskou obcí s malým podílem cestovního ruchu. Ve 20. století pracovalo mnoho obyvatel na velkých stavbách v zahraničí. V roce 2000 činil podíl dojíždějících do zaměstnání asi 83 %, přičemž většina dojíždějících pracovala v údolí Saas nebo v továrnách ve Vispu a St. Niklaus.

## Obyvatelstvo
| Rok            | 1850 | 1900 | 1950 | 2000 | 2010 | 2012 | 2014 | 2016 | 2018 | 2020 |
| Počet obyvatel | 162  | 215  | 414  | 397  | 407  | 399  | 367  | 366  | 347  | 351  |

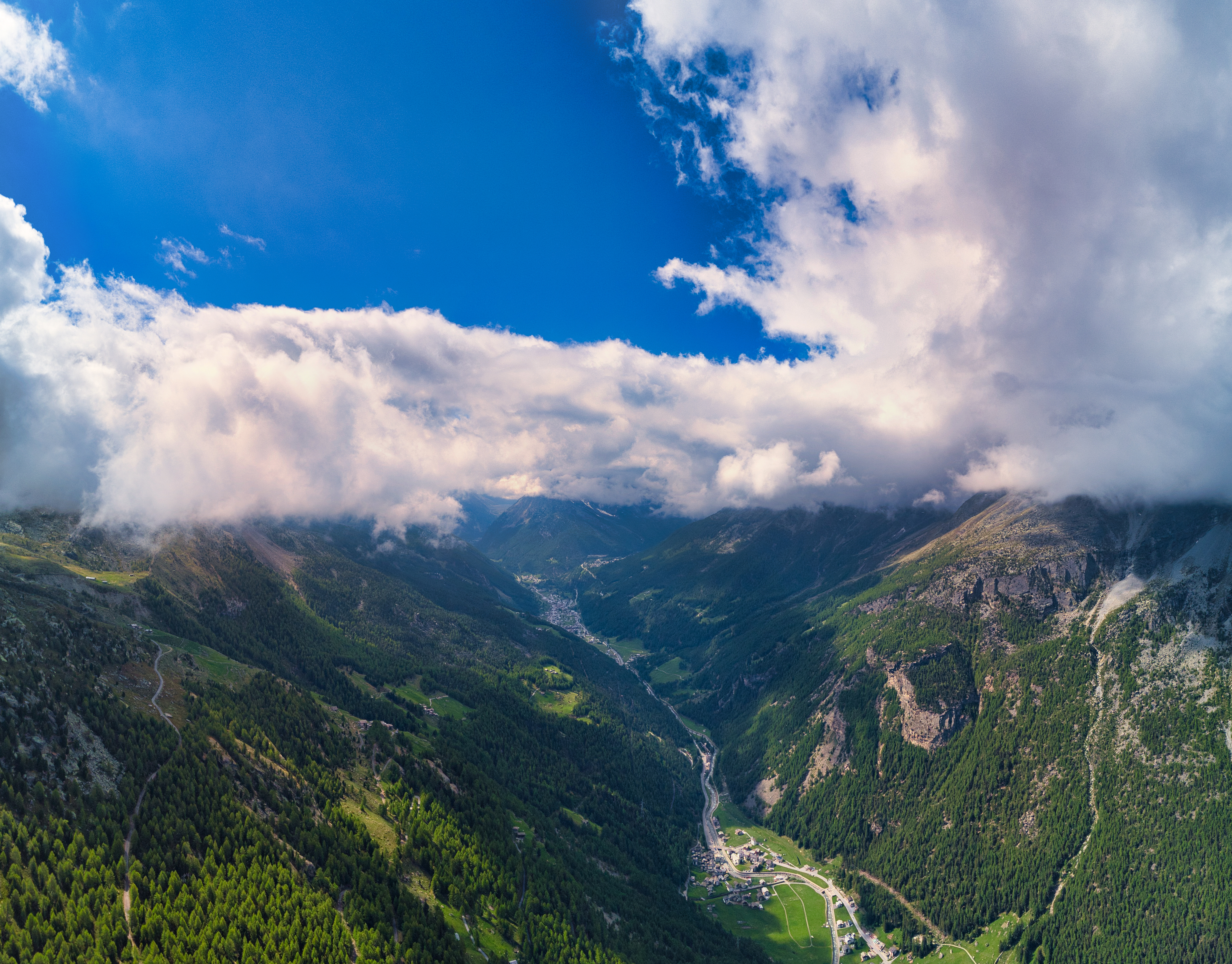
Údolí Saastal, Saas-Balen v popředí

V roce 2000 hovořilo 98,2 % obyvatel obce německy. K římskokatolické církvi se hlásí 95,2 % obyvatel, ke švýcarské reformované církvi 2,0 % obyvatel.

## Pamětihodnosti
Součástí seznamu švýcarského dědictví je celá osada Bidermatten a kruhový kostel Nanebevzetí Panny Marie. V obci je také zajímavý třídílny vodopád Fellbach, jehož spodní část je vidět z obce a k horní části vede značená turistická stezka.

## Cestovní ruch
Přímo v obci Saas-Balen se nachází lyžařský vlek, přírodní kluziště a sáňkařská dráha. Obec je také výchozím bodem 26 km dlouhé běžkařské trasy pro klasiku a bruslení. Trasa se táhne podél řeky Saaser Vispa až k vrcholu Eienalp ve výšce 1930 m. V celém údolí je více než 350 km značených turistických tras.

## Fotogalerie

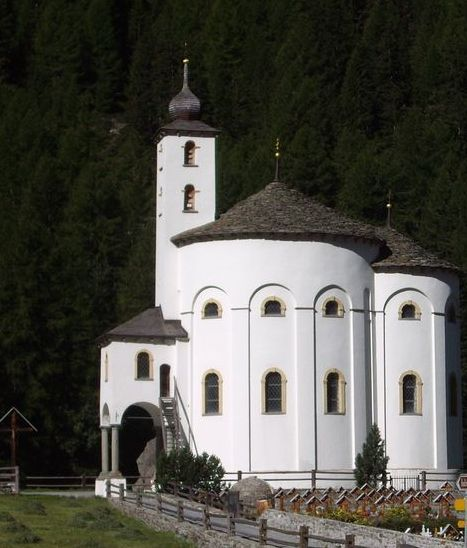
Kostel Nanebevzetí Panny Marie
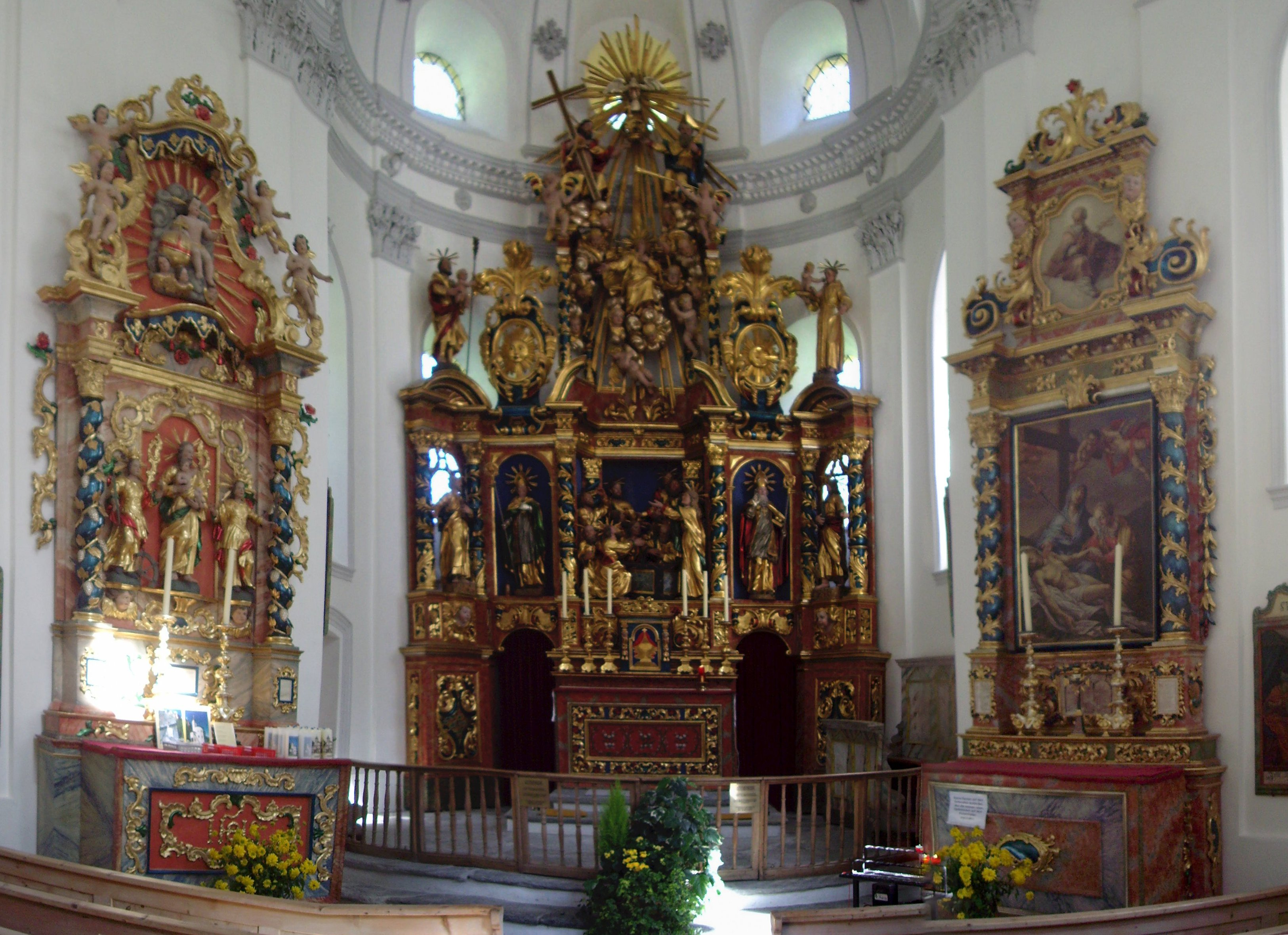
Interiér kostela Nanebevzetí Panny Marie
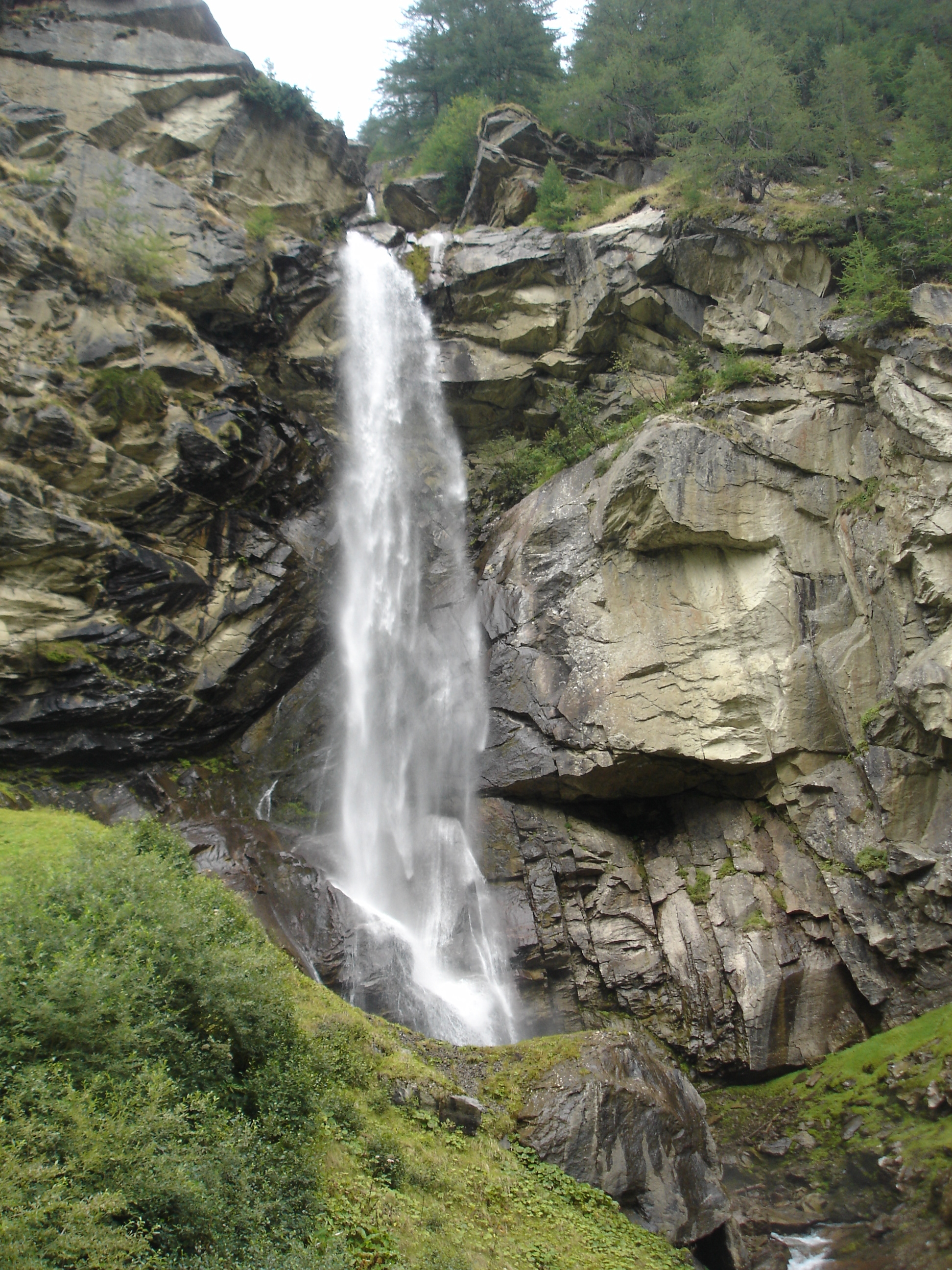
Vodopád Fellbach